# Trichosanthes multiloba
Trichosanthes multiloba är en gurkväxtart som beskrevs av Friedrich Anton Wilhelm Miquel. Trichosanthes multiloba ingår i släktet Trichosanthes och familjen gurkväxter. Inga underarter finns listade i Catalogue of Life.